# Municipi de Springfield
Municipi de Springfield és un municipi al comtat de Montgomery, Pennsilvània. La població era 20.993 el 2022 segons l'Agència de Cens. Inclou els pobles de Wyndmoor, Erdenheim, Flourtown, i Oreland. Les comunitats de Lafayette Turó, Washington de Fort, Laverock, Turons Del nord, Miquon, i Glenside és també situat en part dins el Municipi.

## Història

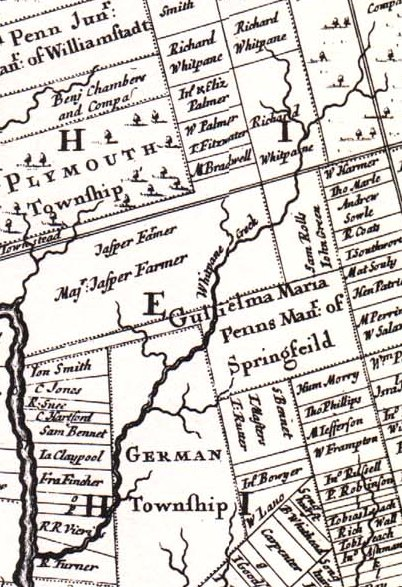
Thomas Holmeha 1687 mapa de Pennsilvània, incloent Gulielma Mansió de Penn de la Maria en Springfield

Quatre ubicacions a Springfield Township: Black Horse Inn, Carson College for Orphan Girls, Springfield Mill i Yeakle and Miller Houses, figuren al Registre Nacional de Llocs Històrics.

## Geografia
Segons l'Agència de Cens dels EUA, el municipi té una àrea total de 6.8 milles quadrades (17.6 km²), de quines 6.8 milles quadrades (17.6 km²) és terra i 0.15% és aigua.
El municipi limita al comtat de Montgomery (en sentit horari des de l'oest) amb Whitemarsh Township a l'oest, Upper Dublin Township al nord, comparteix una cantonada amb Abington Township al nord-est i Cheltenham Township a l'est. A Filadèlfia, és adjacent a Cedarbrook al sud-est (al llarg d'Ivy Hill Rd.), comparteix una cantonada amb East Mount Airy al sud (Stenton i Ivy Hill) i Chestnut Hill al sud-oest (al llarg de Stenton Ave.).

## Transport

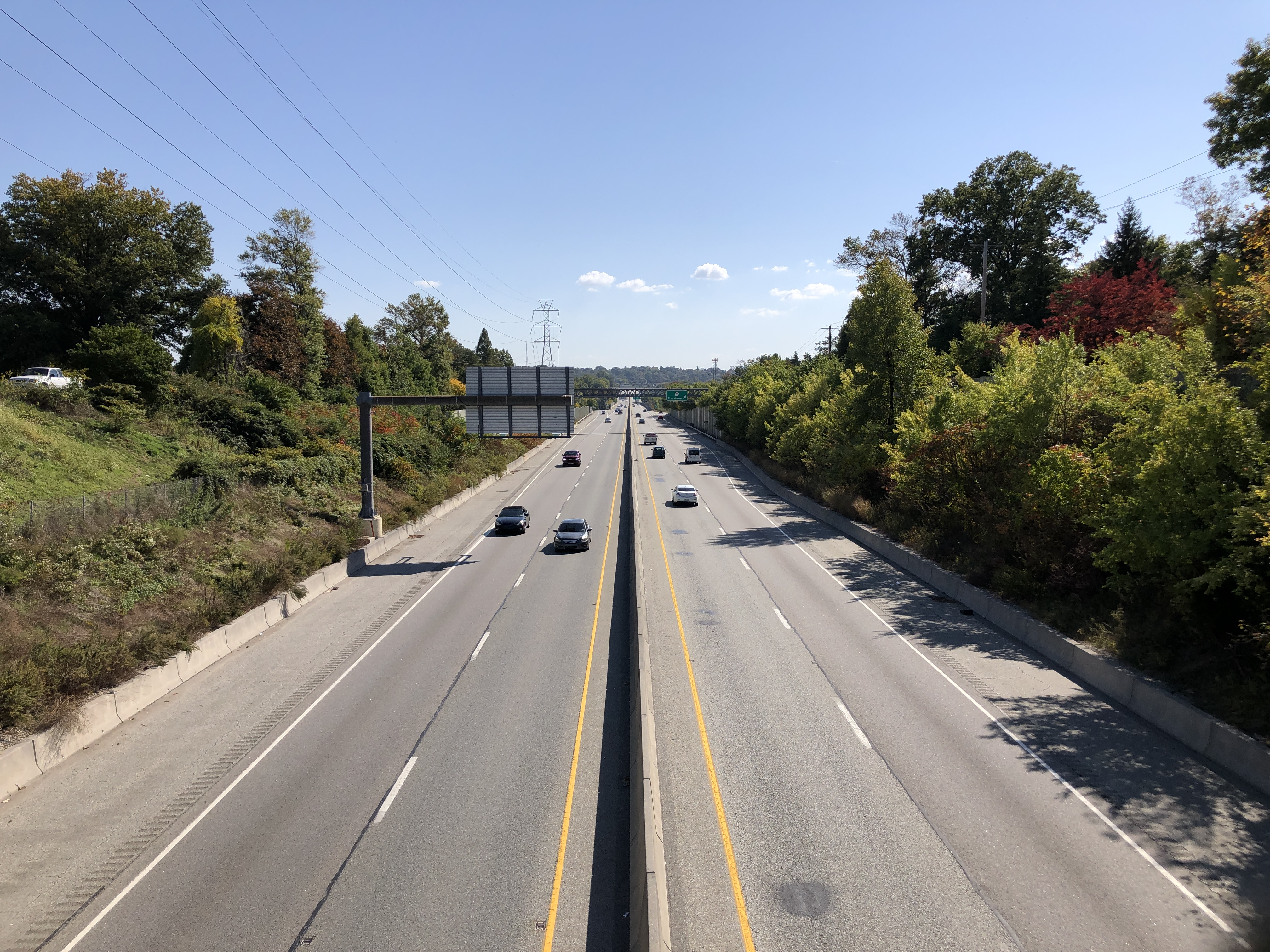
PA 309 southbound in Springfield Township

L'any 2018 hi havia 127,46 km de carreteres públiques al municipi de Springfield, de les quals 22,39 km eren mantingudes pel Departament de Transport de Pennsilvània (PennDOT) i 105,07 km eren mantingudes pel municipi.
Les principals autopistes que serveixen el municipi de Springfield són la ruta de Pennsilvània 73 i la ruta de Pennsilvània 309. La PA 73 segueix Church Road al llarg d'una alineació sud-est-nord-oest a través del centre del municipi. La PA 309 segueix l'autopista Fort Washington al llarg d'una alineació similar, tot i que es creuen en un enllaç prop de la vora nord del municipi.
SEPTA Regional Rail's Lansdale/Doylestown Line la línia passa a través de la vora septentrional de Municipi de Springfield. L'estació d'Oreland es troba al municipi, i l'estació de North Hills es troba just a fora, a Abington Township. SEPTA ofereix servei d'autobús al municipi de Springfield a través de les rutes d'autobús urbà 27, 51 i 77 i les rutes d'autobús suburbà 94, 95 i 97, que donen servei a punts d'interès del municipi i ofereixen connexions amb Filadèlfia i altres suburbis.

## Demografia
L'edat mitjana a Springfield era de 44,9 anys. La distribució per edats era del 21,4% menors de divuit anys, del 4,7% entre 18 i 24 anys, del 25,8% entre 25 i 44 anys, del 24,8% entre 45 i 64 anys i del 23,3% majors de seixanta-cinc anys. L'edat mitjana era de 44 anys menors de divuit anys, del 57% entre 18 i 64 anys i del 21% majors de seixanta-cinc anys. L'any 2021, hi havia 20.590 persones al municipi. La densitat de població era de 3.060 persones per milla quadrada. Hi havia 7.982 habitatges. La composició racial del municipi era: 81% blancs, 9% afroamericans, 2% asiàtics i 3% de dues o més races. Els hispans o llatins de qualsevol raça eren un 4%. La població nascuda a l'estranger era del 5,5%, amb un 8,5% de les llars que parlaven una llengua diferent de l'anglès a casa.
Hi havia 7.760 llars, el 68% eren parelles casades que vivien juntes, l'11% tenien una dona cap de família sense marit present, el 4% un home cap de família sense esposa present i el 16% no eren famílies. La mida mitjana de les llars era de 2,52. De les 7.982 unitats d'habitatge, el 79% eren ocupades pels propietaris i el 21% llogades. Les unitats individuals representen el 82% de tots els habitatges, les unitats plurifamiliars el 18% i no hi havia cases mòbils.
L'edat mitjana de Springfield era de 44,9 anys. La distribució per edats era del 21,4% menors de 18 anys, del 4,7% entre 18 i 24 anys, del 25,8% entre 25 i 44 anys, del 24,8% entre 45 i 64 anys i del 23,3% majors de 65 anys. L'edat mitjana era de 44 anys menors de 18 anys, del 57% entre 18 i 64 anys i del 21% majors de 65 anys.
La renda familiar mitjana era de 109.025 dòlars i la renda per càpita del municipi era de 57.230 dòlars. El vint per cent de les famílies guanyaven més de 200.000 dòlars anuals. La taxa de pobresa general era del 3,9%, amb un 2% dels nens menors de 18 anys vivint en la pobresa i un 9% dels de 65 anys o més.

## Educació
- El districte escolar de Springfield Township serveix al municipi. Gestiona l'escola secundària de Springfield Township, l'escola secundària de Springfield Township, l'escola primària d'Enfield i l'escola primària d'Erdenheim. Hi ha quatre escoles catòliques ubicades al municipi: Mount Saint Joseph Academy (escola secundària de noies), Martin Saints Classical High School, La Salle College High School (escola secundària de nois) i St. Genevieve's School (de preescolar a 8è). El municipi també compta amb la Biblioteca Gratuïta de Springfield Township.

## Política i governació
| Any  | Republicà   | Democràtic   |
| ---- | ----------- | ------------ |
| 2020 | 27.2% 3,820 | 71.4% 10,027 |
| 2016 | 27.4% 3,386 | 68.2% 8,430  |
| 2012 | 35.3% 4,194 | 63.8% 7,588  |
| 2008 | 33.8% 4,141 | 65.4% 8,009  |
| 2004 | 38.4% 4,614 | 61.3% 7,364  |
| 2000 | 40.5% 4,358 | 56.7% 6,109  |
| 1996 | 39.8% 4,128 | 51.8% 5,369  |
| 1992 | 39.5% 4,454 | 46.1% 5,197  |

El municipi de Springfield té una forma de govern de gestor municipal i està governat per una junta de comissionats de set membres, que són elegits per mandats de quatre anys. Els comissionats són elegits en anys senars, i la meitat són elegits cada dos anys. Els districtes senars s'elegien en un cicle electoral i els districtes parells en el següent (és a dir, el 2025). El municipi està dividit en set districtes, cadascun amb un comissionat. Tots els districtes tenen dos districtes electorals, excepte el districte 2, que en té tres.
Els límits del districte escolar de Springfield Township coincideixen amb els del municipi. El districte escolar està compost per nou membres electes, cadascun elegit per quatre anys.
El municipi forma part del districte 154 de la State House, representat pel representant Napoleon Nelson, i del districte 4 del Senat estatal, representat per Art Haywood.
El municipi està cobert pel 4t districte congressional, representat per la representant Madeleine Dean.

## Residents notables
- Jim Cramer, presentador de televisió de la CNBC